# Anna Voloshyna
Anna Voloshyna –en ucraniano, Анна Волошина– (Járkov, 26 de septiembre de 1991) es una deportista ucraniana que compitió en natación sincronizada.
Ganó diez medallas en el Campeonato Mundial de Natación entre los años 2013 y 2017, y quince medallas en el Campeonato Europeo de Natación entre los años 2010 y 2016.

## Palmarés internacional
| Campeonato Mundial | Campeonato Mundial       | Campeonato Mundial | Campeonato Mundial |
| Año                | Lugar                    | Medalla            | Prueba             |
| ------------------ | ------------------------ | ------------------ | ------------------ |
| 2013               | Barcelona (España)       | Medalla de bronce  | Equipo técnico     |
| 2013               | Barcelona (España)       | Medalla de bronce  | Equipo libre       |
| 2013               | Barcelona (España)       | Medalla de bronce  | Combinación libre  |
| 2015               | Kazán (Rusia)            | Medalla de bronce  | Dúo libre          |
| 2017               | Budapest (Hungría)       | Medalla de plata   | Combinación libre  |
| 2017               | Budapest (Hungría)       | Medalla de bronce  | Solo técnico       |
| 2017               | Budapest (Hungría)       | Medalla de bronce  | Solo libre         |
| 2017               | Budapest (Hungría)       | Medalla de bronce  | Dúo técnico        |
| 2017               | Budapest (Hungría)       | Medalla de bronce  | Dúo libre          |
| 2017               | Budapest (Hungría)       | Medalla de bronce  | Equipo libre       |
| Campeonato Europeo |                          |                    |                    |
| Año                | Lugar                    | Medalla            | Prueba             |
| 2010               | Budapest (Hungría)       | Medalla de bronce  | Equipo             |
| 2010               | Budapest (Hungría)       | Medalla de bronce  | Combinación libre  |
| 2012               | Eindhoven (Países Bajos) | Medalla de plata   | Equipo             |
| 2012               | Eindhoven (Países Bajos) | Medalla de plata   | Combinación libre  |
| 2014               | Berlín (Alemania)        | Medalla de oro     | Combinación libre  |
| 2014               | Berlín (Alemania)        | Medalla de plata   | Dúo                |
| 2014               | Berlín (Alemania)        | Medalla de plata   | Equipo             |
| 2014               | Berlín (Alemania)        | Medalla de bronce  | Solo               |
| 2016               | Londres (Reino Unido)    | Medalla de oro     | Equipo libre       |
| 2016               | Londres (Reino Unido)    | Medalla de plata   | Solo libre         |
| 2016               | Londres (Reino Unido)    | Medalla de plata   | Solo técnico       |
| 2016               | Londres (Reino Unido)    | Medalla de plata   | Dúo técnico        |
| 2016               | Londres (Reino Unido)    | Medalla de plata   | Dúo libre          |
| 2016               | Londres (Reino Unido)    | Medalla de plata   | Equipo técnico     |
| 2016               | Londres (Reino Unido)    | Medalla de plata   | Combinación libre  |